# Liste der brasilianischen Botschafter in Togo
Die Botschaft befindet sich an der Rue de l’Organización Común Africana y Malgache (OCAM) 119 in Lomé.

## Geschichte
1962 nahmen die Regierungen Brasiliens und Togos diplomatische Beziehungen auf. Bis 1978 residierten die Botschafter nächst der Regierung von Gnassingbé Eyadéma in Accra.
Internationale Beachtung fand, dass das Regime von Gnassingbé Eyadéma von 10. auf den 11. April 1991, 28 Menschen misshandelte, ermordete und in die Lagune von Bè, einem Stadtteil von Lomé warf. Die brasilianische Botschaft in Lomé leitete in der Folge ein Geschäftsträger.
| Ernannt       | Name                               | Bemerkungen | Mensagem Senado Federal | im Senat des Nationalkongress vorgestellt am | ernannt von                          | akkreditiert während der Regierung von | Posten verlassen |
| ------------- | ---------------------------------- | --- | ----------------------- | -------------------------------------------- | ------------------------------------ | -------------------------------------- | ---------------- |
| 12. Juli 1972 | Lyle Amaury Tarrisse da Fontoura   | Amtssitz in Accra |                         |                                              | Emílio Garrastazu Médici             | Gnassingbé Eyadéma                     | 1979             |
| 6. Mai 1982   | Sérgio de Champerbaud              | |                         |                                              | João Baptista de Oliveira Figueiredo | Gnassingbé Eyadéma                     |                  |
| 9. Dez. 1986  | Rodrigo Amaro de Azeredo Coutinho  | |                         |                                              | José Sarney                          | Gnassingbé Eyadéma                     |                  |
| 27. Sep. 1989 | Tarcisio Marciano da Rocha         | von 4. August 1980 bis 14. März 1985: Leiter der Außenhandelskoordination des Finanzministeriums, 1988: Botschafter in Tripolis. | MSF 173 de 1989         |                                              | José Sarney                          | Gnassingbé Eyadéma                     |                  |
| 1994          | Jose Roberto Procopiak             | Geschäftsträger |                         |                                              | Fernando Henrique Cardoso            | Gnassingbé Eyadéma                     | 5. Juli 2000     |
| 5. Juli 2000  | Paulo Américo Veiga Wolowsky       | Amtssitz in Accra | MSF 98 de 2000          | 14. Juni 2000                                | Fernando Henrique Cardoso            | Gnassingbé Eyadéma                     |                  |
| 23. Dez. 2005 | Luiz Fernando de Andrade Serra     | Amtssitz in Accra | MSF 275 de 2005         | 14. Dez. 2005                                | Luiz Inácio Lula da Silva            | Faure Gnassingbé                       |                  |
| 8. Aug. 2006  | Arnaldo Caiche D’oliveira          | (* 1947 in Ribeirão Preto) Sohn von Linda Caiche D’oliveira und Benedicto Narcisco D’Oliveira                                    | MSF 162 de 2006         | 2. Aug. 2006                                 | Luiz Inácio Lula da Silva            | Faure Gnassingbé                       |                  |
| 7. Jan. 2011  | Antenor Américo Mourão Bogéa Filho | (* 9. Oktober 1944) Sohn von Francisca Azevedo Martins Bogéa und Antenor Américo Mourâo Bodéa, 1992: Geschäftsträger in Abidjan  | MSF 261 de 2010         | 24. Nov. 2010                                | Dilma Rousseff                       | Faure Gnassingbé                       |                  |
| 12. Jan. 2012 | Miguel Gustavo de Paiva Torres     | (* 22. Juni 1953 in Maceió) Sohn von Hilza de Paiva Torres und Miguel Torres Filho                                               | MSF 134 de 2011         | 13. Dez. 2011                                | Dilma Rousseff                       | Faure Gnassingbé                       |                  |